# James Shirley (officier de la Royal Navy)
Pour les articles homonymes, voir Shirley.
James Shirley, mort le 2 avril 1774, est un officier de la Royal Navy. Il sert durant la guerre de Sept Ans, atteignant le rang de captain.

## Biographie
James Shirley est nommé lieutenant de la Royal Navy le 9 octobre 1746. Il reçoit le commandement du Kingston, le 9 octobre 1759 et est promu commander le 15 octobre 1759. 
Même s'il reçoit le commandement du Fortune ce même jour, c'est à bord du Kingston qu'il prend part à la bataille des Cardinaux, le 20 novembre 1759.
Il fait alors partie de l’escadre bleue,  avant-garde, sous le commandement de Charles Hardy, vice admiral of the Blue.
Il remonte à bord du Fortune d’avril 1760 à avril 1762. Le 27 avril de cette même année, il est nommé à bord du Princess Mary (en).